# 孙雅婷
孙雅婷（1988年2月24日—），出生于天津，中国女子水球运动员，亦為中國國家女子水球隊成員，司職中锋。

## 簡歷
2007年，孙雅婷出戰世界青年水球錦標賽，協助中國隊奪得亞軍。
2010年11月，孙雅婷代表中國出戰廣州亞運會女子水球比賽項目，奪得金牌。
2011年7月，孙雅婷代表中國出戰上海舉行的世界游泳錦標賽女子水球比賽項目，創下國家隊歷來最好的成績奪得銀牌。
2012年，孙雅婷代表中国出戰英國倫敦舉行的奥林匹克运动会女子水球比賽。
2014年9月，孙雅婷代表中國出戰韓國仁川舉行的亞運會水球比賽項目，協助球隊成功衛冕金牌。
2016年，孙雅婷代表中国出戰巴西里约热内卢舉行的奥林匹克运动会女子水球比賽。中国队最終获得第七名。

## 外部連結
- 中國體育代表團成員名錄 - 孙雅婷 （页面存档备份，存于）